# Rhodometra antophilaria
Rhodometra antophilaria är en fjärilsart som beskrevs av Jacob Hübner 1809/13. Rhodometra antophilaria ingår i släktet Rhodometra och familjen mätare. Inga underarter finns listade.